# مرغ کریچ‌ساز غربی
مرغ کریچ‌ساز غربی (نام علمی: Chlamydera guttata) نام یک گونه از سرده رداگردن‌ها است.